# 救援隊

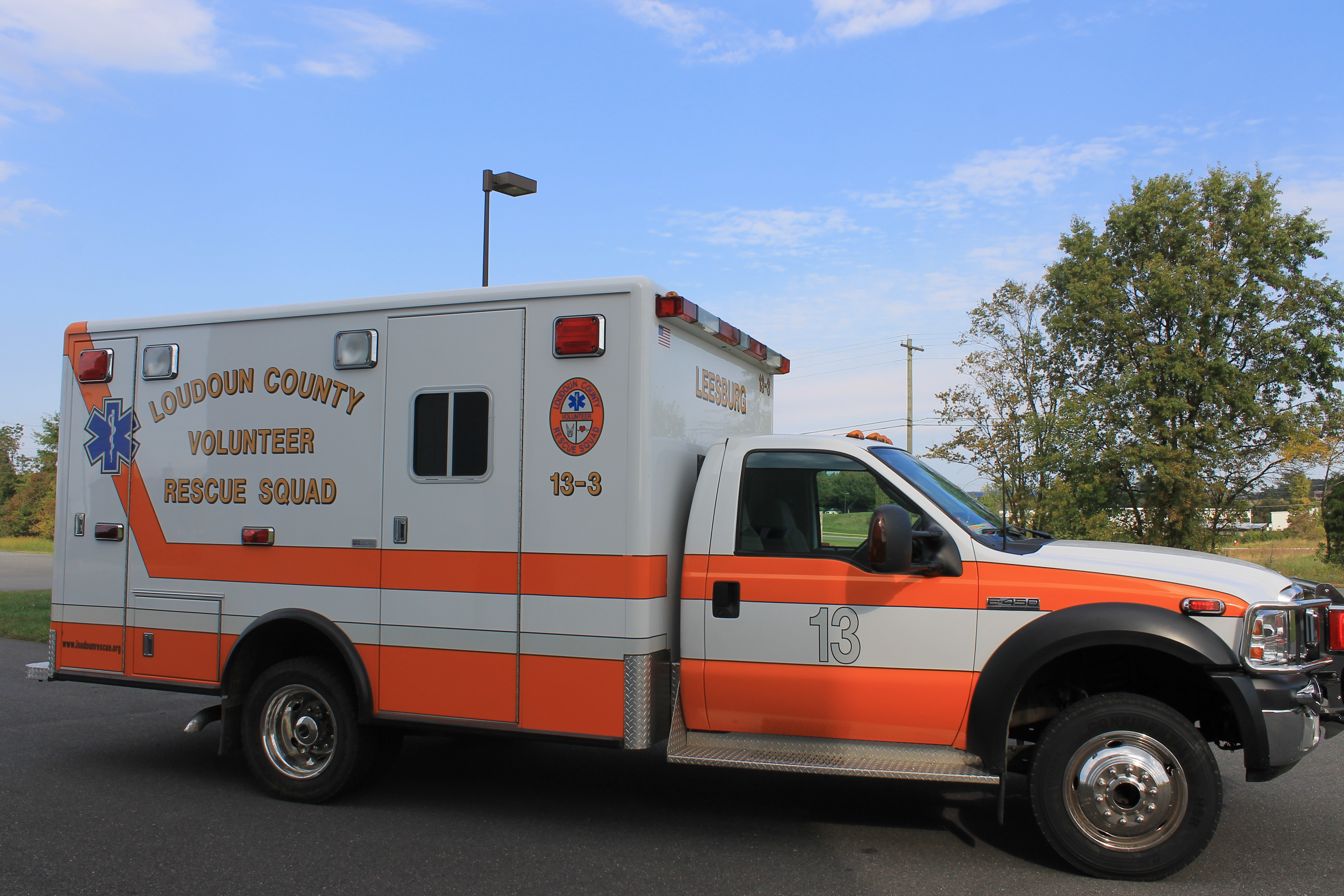
劳登县救援队救护车

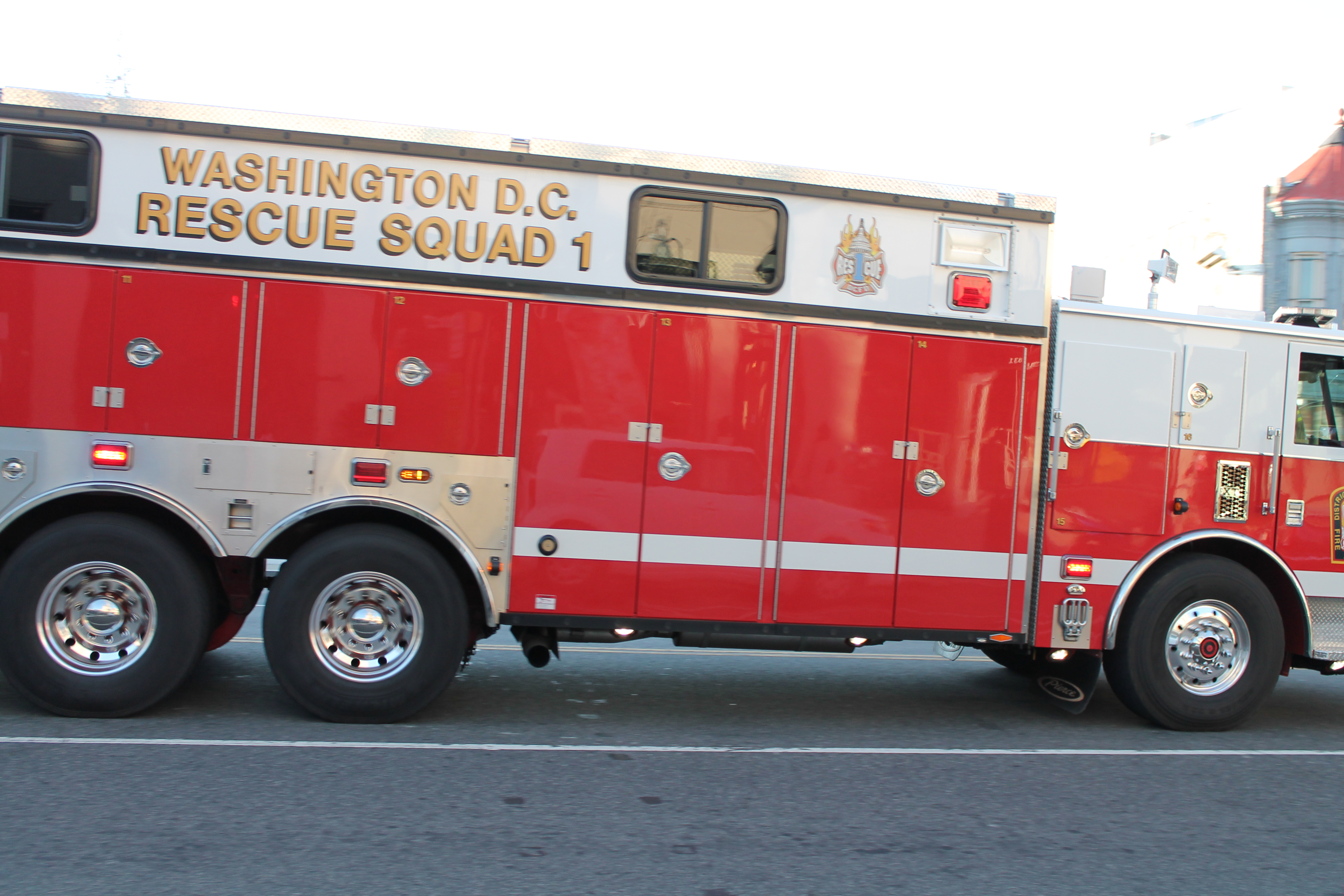
华盛顿特区重型救援车

救援队是提供技术救援服务、緊急醫療服務和救火服务的緊急服務組織。救援队可以是独立的组织，也可以是消防部门或緊急醫療服務部門的一部分。根据救援队的任務，救援队的工作人员一般由緊急醫療技術員以及消防員等人士組成。